# 아름다운 수의
아름다운 수의는 한국에서 제작된 이형표 감독의 1962년 영화이다. 태현실 등이 주연으로 출연하였고 신상옥 등이 제작에 참여하였다.

## 출연

### 주연
- 태현실
- 최난경
- 윤일봉
- 이수련

## 제작진
- 원작자: 신희수
- 조명: 마용천
- 미술: 정우택